# Karuure
Karuure is een gehucht in het District Lughaye, regio (Gobolka) Awdal, in de niet-erkende staat Somaliland (en dus formeel nog steeds gelegen in Somalië).

Karuure ligt midden in de Guban, een uitgestrekt en vlak woestijngebied dat zich uitstrekt langs de kust van Somaliland van Berbera tot aan de grens met Djibouti. Karuure ligt aan de wadi Damal, ruim 21 km van de kust bij Laan Cawaale; nog 24 km verder landinwaarts ligt Gerisa. Karuure bestaat slechts uit een gering aantal schamele hutten en een enkel gebouwtje met een golfplaten dak. Een grote waterput is de bestaansreden van het dorp op deze geïsoleerde locatie; vanuit de verre omtrek komen hier herders om hun vee te drenken.
Klimaat: Karuure heeft een woestijnklimaat. De gemiddelde jaartemperatuur is 29,8°C. Juli is de warmste maand, gemiddeld 35,2°C; januari is het koelste, gemiddeld 24,9°C. De jaarlijkse regenval bedraagt ca. 80 mm (ter vergelijking: in Nederland ca. 800 mm). Er is geen sprake van een regenseizoen en een droog seizoen; er valt het hele jaar weinig neerslag; nooit meer dan max. ± 12 mm per maand (in april).